# Alain Meslet
Alain Meslet (Averton, 8 febbraio 1950) è un ciclista su strada francese.
Professionista dal 1972 al 1981 fu campione francese di ciclismo su strada nel 1969, vinse due tappe al Tour de France ed una alla Vuelta a España

## Palmarès
- 1975

Boucles de la Mayenne
- 1976

Classifica generali Grand Prix du Midi Libre
- 1977

22a tappa Tour de France
- 1980

2a tappa Giro dei paesi della Loira